# Limnophila martynovi
Limnophila martynovi là một loài ruồi trong họ Limoniidae. Chúng phân bố ở miền Cổ bắc.